# Карфицци
Карфицци (итал. Carfizzi) — коммуна в Италии, располагается в регионе Калабрия, подчиняется административному центру Кротоне.
Население составляет 868 человек, плотность населения составляет 42,7 чел./км². Занимает площадь 20 км². Почтовый индекс — 88817. Телефонный код — 0962.
Покровительницей коммуны почитается святая Венеранда, празднование 27 июля.